# Бирлесу-Енбек
Бирлесу-Енбе́к (каз. Бірлесу-Еңбек) — село в Жамбылском районе Жамбылской области Казахстана, административный центр Акбастауского сельского округа. Код КАТО — 314034100.

## География
Село расположено в восточной части Жамбылского района, в 4 километрах к юго-западу от районного центра села Аса и в 20 километрах к северо-западу от областного центра города Тараз. Ближайшая железнодорожная станция Аса (село Аса) — расположена в 4 километрах к северу от села (по дороге — 8,1 км). Соседние населённые пункты: Аса в 4 километрах к северу, Шокай в 4 километрах к западу, Кумтиын в 4 километрах к северу, Жамбыл в 6 километрах к востоку. Транспортное сообщение осуществляется поселочными дорогами с выходом на автодорогу КН-2 к северу. Высота центра населённого пункта — 508 метров над уровнем моря.

## История
Совхоз
В советское время в селе действовал совхоз «Ассинский» (ранее — колхоз "Бірлесу-енбек”) Жамбулского района. В этом совхозе трудился Герой Социалистического Труда Сейдуали Есимов.

## Население
| Численность населения | Численность населения | Численность населения |
| 1989                  | 1999                  | 2009                  |
| --------------------- | --------------------- | --------------------- |
| 1386                  | ↘1198                 | ↗1219                 |